# Primera República helénica
La Primera República helénica (en griego: Α Ἑλληνικὴ Δημοκρατία) es el nombre que uso Grecia, después de Guerra de independencia de Grecia contra el Imperio otomano.  
En las primeras fases de la sublevación de 1821, varias áreas regionales eligieron sus propios consejos de gobierno, que fueron sustituidos por una administración central en la Primera Asamblea Nacional de Epidauro a principios de 1822, que también aprobó la primera Constitución de Grecia, que marca el nacimiento del moderno estado griego. El nuevo estado no fue reconocido por las grandes potencias del momento, y después de algunos éxitos iniciales, fue amenazado de colapso, tanto desde dentro debido a la guerra civil, como desde afuera, por las victorias del ejército turco-egipcio de Ibrahim Pasha. 
Sin embargo, en ese momento (1827), las grandes potencias habían llegado a un acuerdo para la formación de un estado autónomo griego bajo soberanía otomana, conforme a lo estipulado en el Tratado de Londres. Ante la negativa del Imperio otomano a aceptar estos términos se produjo la batalla de Navarino, que garantizó la completa independencia griega. 
En 1827, la Tercera Asamblea Nacional en Trecén estableció el Estado griego (Ἑλληνικὴ Πολιτεία) y seleccionó al conde Ioannis Capodistrias como gobernador de Grecia. Después de su llegada a Grecia, en enero de 1828, Capodistrias trató de crear un estado funcional y reparar los problemas del país causados por la guerra, pero pronto se vio envuelto en conflictos con poderosos magnates locales y caciques. Una vez más las tres "Potencias protectoras" (Gran Bretaña, Francia y Rusia) intervinieron, estableciendo un régimen monárquico, en la Conferencia de Londres de 1832, designando al Príncipe de Baviera, Otto de Wittelsbach, como primer rey de la Grecia moderna.

## Jefes de Estado
- Ioannis Kapodistrias (24 de enero de 1828 - 9 de octubre de 1831)
- Augustinos Kapodistrias (9 de octubre de 1831 - 9 de abril de 1832)
- Comisión Gubernamental (9 de abril de 1832 - 2 de febrero de 1833)